# Râs eurasiatic
Râsul eurasiatic sau euroasiatic (Lynx lynx) este una dintre cele patru specii extante din genul de felide sălbatice de mărime medie Lynx. Este răspândit la scară largă din Europa de Nord, Centrală și de Est până în Asia Centrală și Siberia, Platoul Tibet și Munții Himalaya. Populează păduri temperate și boreale până la altitudinea de 5.500 m. În ciuda răspândirii sale vaste, este amenințat de pierderea și fragmentarea⁠(en)[traduceți] habitatului, braconaj și raritatea prăzilor.

## Taxonomie
Felis lynx era denumirea științifică folosită în anul 1758 de către Carl Linnaeus în lucrarea sa Systema Naturae. În secolul al XIX-lea și al XX-lea, au fost propuse următoarele subspecii ale râsului eurasiatic:
| Subspecie                                               | Răspândire | Imagine |
| ------------------------------------------------------- | --- | ------- |
| L. l. lynx (Linnaeus, 1758)                             | Fennoscandia, statele baltice, Polonia, Belarus, Rusia europeană, Munții Ural, Siberia de Vest și la est de Râul Enisei.                                                                                       |         |
| Râs al Asiei Centrale (L. l. isabellinus) (Blyth, 1847) | Asia vestic-Centrală până în nordul Asiei de Sud: Afganistan, Bhutan, China (Tibet), India (Jammu și Cașmir, Ladakh), Kazahstan, Kârgâzstan, Mongolia, Nepal, Pakistan, Tadjikistan, Turkmenistan, Uzbekistan. |         |
| L. l. dinniki (Satunin, 1915)                           | Caucazul, Iran, Turcia și Rusia europeană. |         |
| L. l. wrangeli (Ognew, 1928)                            | Orientul Îndepărtat Rus, Peninsula Kamceatka, Munții Stanovoi și la est de Râul Enisei. |         |
| Râs balcanic (L. l. balcanicus) (Bures, 1941)           | Estul Serbiei și vestul Macedoniei de Nord, cu populații mai mici în Muntenegru și Albania. |         |
| L. l. carpathicus (Kratochvil & Stollmann, 1963)        | Bazinul Carpatic din România, Slovacia, Slovenia, Croația, Ungaria, Ucraina și Bulgaria. |         |

Au fost propuși ca subspecii și următorii taxoni, dar aceștia nu sunt considerați a fi taxoni valizi⁠(en)[traduceți]:
- L. l. wardi (Lydekker, 1904)[6]
- L. l. kozlovi (Fetisov, 1950)[6]
- L. l. stroganovi (Heptner, 1969)[6]
- L. l. sardiniae (Mola, 1908)[6]

## Caracteristici
Râsul eurasiatic are o blană roșcată sau brună, relativ scurtă, ce este marcată cu puncte negre; numărul și modelul lor variază foarte mult. Părțile inferioare și porțiunea gâtului sunt albicioase. Blana este de culoare mai deschisă și cu pete mai numeroase la animalele ce trăiesc la capătul sudic al arealului. Iarna este mai deasă și variază de la argintiu-cenușiu la cenușiu brun. Unele animale au dungi brune închis pe frunte și spate. Are picioare puternice, relativ lungi, cu labe palmate mari și cu blană adaptate la deplasarea pe zăpadă. Are de asemenea o coadă scurtă cu vârful complet negru asemănătoare cu un ciot, ciufuri negre de păr pe urechi și o „freză” lungă de culoare cenușie și albă.
Este cea mai mare dintre cele patru specii de râși, lungimea corpului (fără coadă) variind la 76–106 cm la masculi și la 73–99 cm la femele, iar înălțimea până la greabăn este de 55–75 cm. Lungimea cozii este de 11–24,5 cm, ceea ce înseamnă că lungimea totală poate fi maxim 130 cm la cei mai mari masculi. Greutatea ambelor sexe în Rusia variază fiecare la 12–32 kg, dar mai mult de 30 kg se ating foarte rar și înregistrarea lor este posibil să fie exagerată. Un râs eurasiatic din Munții Altai cântărea 35 kg. Cei ce populează Fennoscandia și zonele dinspre vest sunt considerabil mai mici, greutatea unui râs de acolo fiind de numai 7–26 kg, dar indivizi din Munții Carpați pot întrece în mărime indivizi din Munții Altai.

## Răspândire și habitat
Râsul eurasiatic populează ținuturi accidentate ce oferă o mulțime de ascunzători și oportunități de pândire. În funcție de zonă, habitatul acesta poate însemna silvostepe, regiuni împădurite, păduri boreale mixte sau de foioase, păduri montane și păduri subalpine. În părțile mai montane ale arealului său, râsul eurasiatic coboară la altitudini mai joase pe timpul iernii, urmând speciile pradă și evitând zăpada adâncă. În ciuda adaptărilor sale de a se deplasa pe zăpadă, găsește zăpada adâncă și afânată dificil de traversat și nu poate supraviețui în zone unde adâncimea zăpezii întrece 1 m. Tinde să fie mai puțin comun acolo unde lupul cenușiu (Canis lupus) este abundent; au fost raportați lupi care au atacat sau chiar mâncat râși.

### Europa
Râsul eurasiatic era odinioară răspândit la scară largă pe parcursul majorității Europei continentale. Pe la începutul secolului al XIX-lea, a fost persecutat până la exctincție locală⁠(en)[traduceți] în zonele de joasă altitudine din sudul și vestul Europei și a supraviețuit numai în zone muntoase și păduri scandinave. Prin anii 1950, a devenit extinct în majoritatea Europei Centrale și de Vest, unde în prezent există numai populații izolate și răsfirate.

#### Fennoscandia
Râsul eurasiatic a fost aproape de extincție în Scandinavia în anii 1930. Începând din anii 1950, populația s-a recuperat lent și formează trei subpopulații în nordul, centrul și sudul Scandinaviei.
În Norvegia se acorda o recompensă⁠(en)[traduceți] oficială în perioada anilor 1846–1980 celor care ucidea un râs eurasiatic, râsul putând fi pe atunci vânat fără a deține un permis. În 1994, a fost introdus un sistem de despăgubire pentru animalele din șeptel ucise de râși. În 1996, s-a estimat că populația de râși consta acolo în 410 indivizi, dar a scăzut până la mai puțin de 260 de indivizi în 2004 și din 2005 până în 2008 a crescut până la circa 452 de indivizi maturi.
În Suedia, populația de râși a fost estimată la 1.400 de indivizi în 2006 și la 1.250 în 2011. Vânarea sa este controlată de agenții guvernamentale.
În Finlanda erau prezenți vreo 2.200–2.300 de indivizi potrivit unei estimări din 2009. Populația de râși din Finlanda crește de la an la an începând din 1991 și se estimează că în prezent este mai mare decât oricând altcândva. Vânarea limitată este permisă. În 2009, Suomen maa- ja metsätalousministeriö⁠(en)[traduceți] („Ministerul Agriculturii și Silviculturii” din Finlanda) a acordat permisiunea vânării a 340 de râși.

#### Europa de Vest
În Marea Britanie, niște rămășițe subfosile de râs eurasiatic au fost datate ca fiind din Evul Mediu Timpuriu, iar poezia galeză din secolul al VII-lea sau VIII-lea Dinogad's Smock⁠(en)[traduceți] probabil face referire la prezența râsului în Cumbria. Este posibil ca alte referiri medievale și din Epoca modernă la „pisici sălbatice” și „pisici ale muntelui”, până în secolul al XVIII-lea, să se refere de fapt la râși eurasiatici și nu la pisici sălbatice scoțiene⁠(en)[traduceți], după cum se presupune în mod frecvent. A fost propus să se reintroducă râsului⁠(en)[traduceți] în Scottish Highlands⁠(en)[traduceți] și Pădurea Kielder⁠(en)[traduceți] din Northumberland.
Un râs mare ce a vânat cerbi și animale din șeptel, uneori numit „tigru” sau „lupul cerbului” (llobu/lobo cerval), a fost raportat și în España Verde⁠(en)[traduceți] până în secolul al XIX-lea. Acele relatări erau original privite ca fiind referi la râsul iberic (Lynx pardinus), o specie mai mică endemică în Peninsula Iberică. Cu toate acestea, testarea genetică⁠(en)[traduceți] a unor rămășițe a indicat că în vremuri recente, râșii eurasiatici și cei iberici au coexistat cu puțină suprapunere în Peninsula Iberică, râsul eurasiatic fiind prezent în păduri temperate mixte sau de foioase⁠(en)[traduceți], iar cel iberic în păduri și zone arbustive mediteraneene⁠(en)[traduceți]. Râsul eurasiatic al Spaniei a fost o descendență extinctă unică, cel mai strâns înrudită cu subspeciile baltice și carpatine. A fost sărăcit genetic⁠(en)[traduceți] încă din vremurile preromane, posibil din cauza efectului de fondator, care l-a făcut să fie vulnerabil și mai mult la vătămarea sa cauzată de oameni. Guvernul Asturiei a studiat fezabilitatea reintroducerii râsului eurasiatic în 2019. În Pirineii din Catalonia, ultimul râs eurasiatic a fost ucis în anii 1930, deși observări neconfirmate au continuat până în anii 1990. Síndic d'Aran⁠(en)[traduceți] a plănuit o reintroducere în 2016, dar a anulat-o din cauza opoziției din partea vânătorilor și a fermierilor cu șeptel.
A fost exterminat din Germania în 1850. A fost reintrodus în Pădurea Bavariei și Harz în anii 1990; alte zone fuseseră populate de râși ce migrau din Franța și Cehia. În 2002, a fost anunțată prima naștere a unui râs sălbatic pe teritoriul Germaniei, urmând un rând de pui de la o pereche de râși din Parcul Național Harz⁠(en)[traduceți]. Populații mici există și în Sächsische Schweiz, Pfälzerwald și Munții Fichtel. Râși eurasiatici a migrat și în Austria, de unde au fost de asemenea exterminați. Un episod al seriei de televiziune Nature⁠(en)[traduceți] de la PBS⁠(en)[traduceți] a prezentat întoarcerea râsului în Parcul Național Alpii Calcaroși din Austria după o absență de 150 de ani. O proporție mai mare este ucisă de oameni decât de boli infecțioase.
În Elveția, râsul eurasiatic a fost exterminat pe la începutul secolului al XX-lea, ultima observare confirmată fiind în jurul trecătorii Simplon în 1904. Din 1971 încoace râși din subspecia L. l. carpathicus au fost reintroduși în Alpi și Munții Jura. De atunci, populația a crescut încet dar sigur. În 2019, în jur de 250 de râși au fost raportați trăind în Elveția, aproximativ o treime dintre ei în Munții Jura, și restul în Alpi și Pre-Alpi.
Râsul eurasiatic a fost exterminat din Alpii Francezi⁠(en)[traduceți] la începutul secolului al XX-lea. În urma reintroducerii⁠(en)[traduceți] râsului în Munții Jura suedezi în anii 1970, râsul a fost înregistrat din nou în Alpii și Jura francezi începând de la sfârșitul anilor 1970 încoace.
În Italia a recolonizat Alpii Italieni din 1980 încoace, de asemenea din populațiile reintroduse în Elveția, Austria și Slovenia.
În 2010, populația alpină de râși cuprindea aproximativ 120–150 de indivizi răspândiți în șase subzone pe o suprafață de peste 27.800 km².
În Țările de Jos, râsul a fost observat sporadic în partea sudică a țării începând din 1985. În 2020, prezența râsului în regiunea Ardeni în sudul Belgiei a fost confirmată de o cameră foto capcană⁠(en)[traduceți], ceea ce a dovedit prezența speciei după mai mult de 25 de ani de observări neconfirmate în regiune.

#### Europa Centrală și de Est

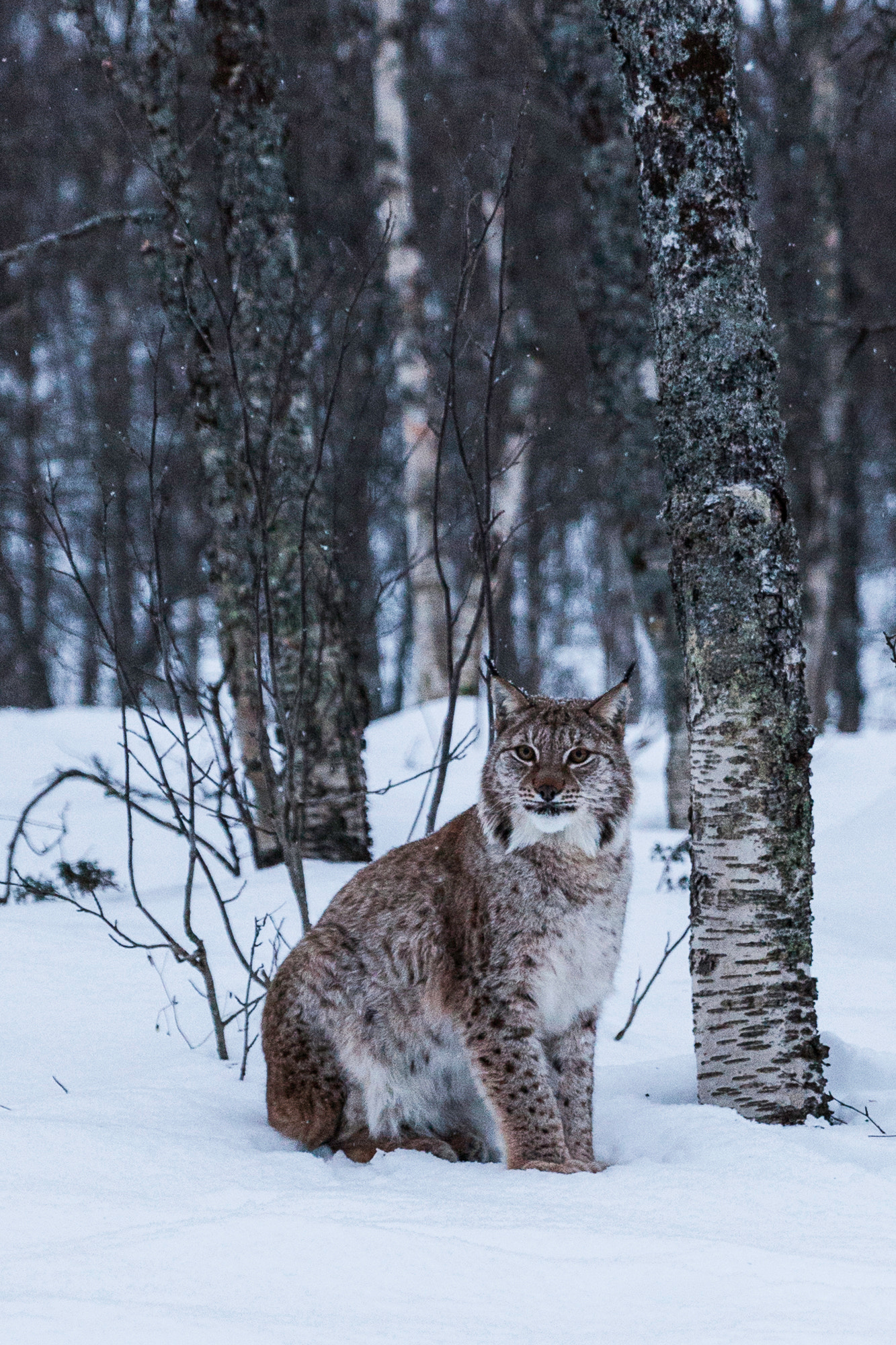
Lynx lynx lynx

- Peninsula Balcanică: Râsul balcanic, subspecia L. l. balcanicus, este găsit în Serbia și vestul Macedoniei de Nord,[41] populații mai mici fiind în Albania[41][42] și posibil și în Grecia, Kosovo și Muntenegru.[43] Este considerat a fi un simbol național al Macedoniei de Nord[44] și este reprezentat pe spatele monedei nord-macedonene de 5 denari, apărută în 1993.[45] Numele Lynkestis⁠(en)[traduceți] al unui trib macedonean este tradus ca „Tărâmul râsului”. Această subspecie este de 100 de ani în pragul extincției. Numărul total de indivizi este estimat la circa 100, iar scăderea sa este cauzată de braconajul ilegal.[46][47]
- Munții Carpați: În jur de 2.800 de râși eurasiatic trăiesc în acest lanț montan, aceștia fiind răspândiți prin Cehia, Polonia, România, Slovacia, Ucraina și Ungaria.[48]
- Alpii Dinarici și Alpii Iulieni: Slovenia, Croația și Bosnia și Herțegovina găzduiesc aproximativ 130–200 de râși.[48][49] Râsul eurasiatic a fost considerat dispărut din aceste țări încă de la începutul secolului al XX-lea. Totuși, un proiect de reintroducere ce s-a încheiat cu succes a fost desfășurat în Slovenia în 1973, când trei femele și trei masculi de râs din Slovacia au fost eliberați în pădurea Kočevski Rog⁠(en)[traduceți].[50] Astăzi, râsul este prezent în pădurile Dinarice din părțile sudice și sud-estice ale Sloveniei și în regiunile croate ale Gorski Kotar⁠(en)[traduceți] și Velebit, extinzându-se în Alpii Dinarici și prin Munții Dinara până în Bosnia și Herțegovina. Râsul a fost observat și în Alpi Iulieni și altundeva în vestul Sloveniei, dar autostrada A1⁠(en)[traduceți] reprezintă un impediment semnificativ pentru dezvoltarea populației acolo.[51]
- Bulgaria: S-a presupus că râsul eurasiatic era extinct în Bulgaria, dar ulterior a fost înregistrat din nou în țară.[52]
- Estonia: Există 900 de indivizi în Estonia conform unei estimări din 2001.[53] Cu toate că în Estonia în 2010 au fost vânați legal 180 de râși, țara încă are în Europa cea mai mare densitate cunoscută a speciei.[54]
- Letonia: Conform unei estimări din 2005, în jur de 700 de râși eurasiatici populează zone din Curlanda și Vidzeme⁠(en)[traduceți].[55]
- Lituania: Populația este estimată la 80–100 de râși eurasiatici.[56]
- Polonia: În secțiunea sa despre mediu și protejarea mediului, raportul din 2011 al Główny Urząd Statystyczny⁠(en)[traduceți] („Biroul Statistic Central” din Polonia) precizează numărul de râși eurasiatici observați în sălbăticie în Polonia conform datelor din 2010 ca fiind aproximativ 285.[57]
- Slovacia: Râsul eurasiatic populează păduri de foioase, de conifere și mixte la altitudini de 180–1592 m, în principal în parcuri naționale și alte arii protejate; prezența sa a fost confirmată pozitivă în mai mult de jumătate din teritoriul slovac (2012).[58] Sondaje din perioada anilor 2011–2014 au dezvăluit că în Munții Štiavnica și Parcul Național Veľká Fatra⁠(en)[traduceți] se găseau pe atunci mai puțin de 30 de indivizi în aceste arii protejate, iar perturbările antropice, braconajul și metodele insuficiente de numărare a indivizilor utilizate de silvicultură au fost citate ca cauze principale ale estimărilor nedemne de încredere ale numărului de indivizi.[59]
- România: Peste 2.000 de râși trăiesc în România, aceștia incluzând majoritatea populației carpatice. Totuși, unii experți consideră ca acest număr declarat oficial este supraestimat.[60]
- Rusia: Conform datelor existente până în 2013, s-a estimat că populația rusească de râși număra 22.510 de indivizi, dintre care aproximativ 9.000 erau găsiți în Rusia europeană.[1] Populațiile au fost evaluate drept stabile în unele regiuni, însă în descreștere în altele.[1]
- Ucraina: Râsul eurasiatic este originar în zonele împădurite ale țării. Înainte de secolul al XIX-lea, era comun și în zona de silvostepă. Astăzi, cele mai semnificative populații rămân în Munții Carpați și de-a lungul pădurilor din Polesia. Populația este stimată la 80–90 de animale pentru regiunea Polesia și la 350–400 pentru pădurile Carpaților.[61]

### Asia

#### Anatolia și Caucazul
În regiunea Anatolia a Turciei, râsul eurasiatic este present în Caucazul Mic, Munții Kaçkar⁠(en)[traduceți] și Provincia Artvin. În Rezervația Naturală Çığlıkara⁠(en)[traduceți] aflată în Munții Taurus au fost identificați 15 indivizi. Mai mult de 50 de indivizi au fost identificați și monitorizați cu camere foto capcane, material genetic și radiotelemetrie în perioada anilor 2009–2019 într-un ecosistem de tip silvostepă din nord-vestul Anatoliei. În Parcul Național Munții Sarıkamıș-Allahuekber⁠(en)[traduceți] din Provincia Kars se găsește o populație ce se înmulțește.
Râsul eurasiatic și lupul cenușiu pot fi simpatrici⁠(en)[traduceți], căci ocupă nișe trofice diferite.

#### Asia Centrală
În Asia Centrală este originar în Kazahstan, Uzbekistan, Turkmenistan, Kârgâzstan, Tadjikistan, Afganistan și provinciile chineze Xinjiang, Gansu, Qinghai, Sichuan, Shaanxi, dar și pe versanți nordici ai Munțiilor Elburz din Iran și în  Mongolia.
În nordul Pakistanului, râsul eurasiatic a fost înregistrat la altitudini de 1.067–5.000 m în Districtul Chitral⁠(en)[traduceți]. Se găsește și în India.
În Nepal, un râs eurasiatic a fost văzut în 1975 în vestul masivului Dhaulagiri. Este de asemenea prezent la altitudini de peste 3.800 m în districtele Humia⁠(en)[traduceți], Mustang⁠(en)[traduceți] și Dolpa⁠(en)[traduceți].

#### Asia de Est
În variate locații ale Arhipelagului japonez au fost excavate fosile ce datează din era Pleistocenului târziu și după acesta de râs eurasiatic sau de altă specie din genul Lynx cu care este acesta strâns înrudit. Din moment ce după Perioada Yayoi nu a fost găsită nicio dovadă arheologică, râsul eurasiatic probabil a dispărut la nivel local în Perioada Jōmon.

## Comportament și ecologie

### Comportament

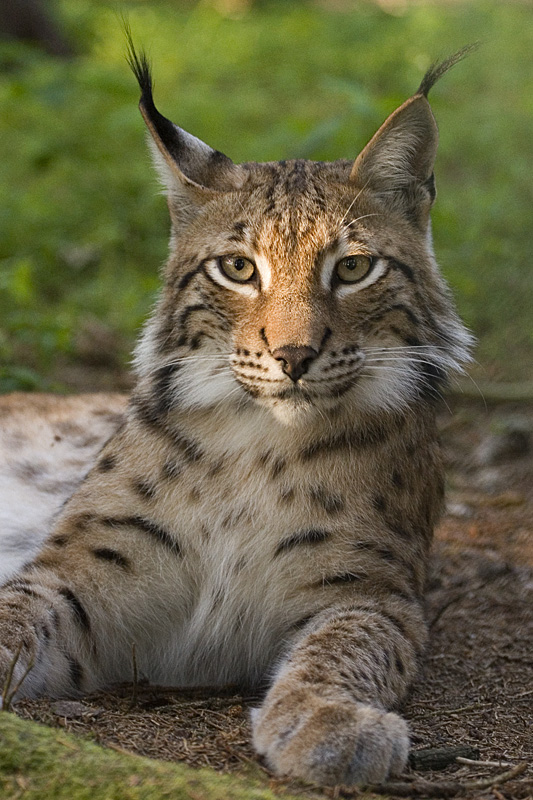
Râs eurasiatic

Cu toate că poate vâna în timpul zilei când hrana este rară, râsul eurasiatic este în principal nocturn sau crepuscular⁠(en)[traduceți], petrecându-și ziua dormind în desișuri dense sau alte locuri în care se poate ascunde. Ca adult trăiește solitar. Suprafața pe care vânează un râs eurasiatic poate fi de oricât în intervalul 20–450 km², în funcție de disponibilitatea locală a prăzilor. Masculii tind să vâneze pe suprafețe mai întinse decât femelele, care tind să ocupe arii de vânătoare exclusive, în loc de unele ce se suprapun cu altele. Râsul eurasiatic poate călători până la 20 km într-o singură noapte, dar circa jumătate din această distanță este mai frecvent traversată. Patrulează regulat de-a lungul tuturor părților ariei sale de vânătoare, folosind marcaje de miros pentru a le indica altor indivizi prezența sa. La fel ca la alte felide, marcajele sale de miros pot consta în fecale și urină. Marcajele pot fi în schimb și scrijelituri făcute cu gheara, acestea fiind adesea lăsate în locații proeminente de-a lungul graniței teritoriului de vânătoare. Râsul eurasiatic emite diverse vocalizări, dar în general este tăcut în afara sezonului de împerechere. Au fost observați mieunând, sâsâind, mârâind și torcând, și la fel ca pisicile domestice „clănțăne” la prada care le este inaccesibilă. Vocalizările pentru împerechere⁠(en)[traduceți] sunt mult mai puternice, constând în mârâituri profunde la masculi și în sunete similare cu niște mieunături la femele. Râsul eurasiatic este discret și pentru că sunetele pe care le emite sunt foarte slabe și rareori auzite, prezența sa dintr-o zonă poate trece neobservată cu anii. Rămășițele prăzilor sau urmele de labe din zăpadă sunt de obicei observate cu mult înainte ca animalul să fie văzut.

### Dietă și vânarea prăzii
Râsul eurasiatic este un prădător care se folosește de ambuscade pentru a vâna, dar vânează și sărind pe pradă, precum și furișându-se și pândind-o, folosindu-și atât văzul, cât și auzul. Atunci când condițiile impuse de zăpadă fac ca asta să fie mai dificil, poate fi constrâns să treacă la prăzi mai mari. Se cațără adesea pe stânci înalte sau copaci căzuți pentru a cerceta împrejurimile. Este un prădător puternic despre care se știe că a ucis cervide adulte ce cântăreau cel puțin 150 kg.
În Europa, râsul eurasiatic vânează în mare parte păsări și mamifere de dimensiune mică până la destul de mare. Printre animalele pe care le vânează această specie se numără iepuri propriu-ziși, iepuri de vizuină, marmote, alte sciuride, pârși, alte rozătoare, mustelide (precum jderi), păsări din tribul Tetraonini⁠(en)[traduceți], vulpi roșii, mistreți, capre negre, elani tineri, căprioare europene, cerbi roșii, reni și alte copitate. În conformitate cu dimensiunea sa mai mare, râsul eurasiatic este singura specie de râs care vânează preferențial copitate. Cu toate că vânarea de prăzi mai mari reprezintă un risc pentru râsul eurasiatic, hrana asigurată prin uciderea lor poate face ca riscul să merite. Râsul eurasiatic preferă prin urmare prăzi copitate destul de mari, mai ales în timpul iernii, când prăzile mai mici sunt mai puțin abundente. Unde este comună, căprioara pare a fi specia pradă preferată a râsului eurasiatic.
În Estonia, un râs adult obișnuit ucide în jur de 60 de căprioare pe an; în anii în care numărul de indivizi al populației de căprioare scade vertiginos, râsul trece la castori, iepuri propriu-ziși, vulpi, câini enoți și păsări. Chiar și acolo unde căprioara este destul de infrecventă, căprioara încă este cantitativ specia pradă favorită, deși vara râsul mănâncă mai regulat prăzi mici și oi domestice. În unele părți din Finlanda mănâncă regulat cerbi cu coadă albă. În unele zone din Polonia și Austria preferă cerbul roșu, iar în Elveția preferă la nivel local capra neagră. Râsul eurasiatic se hrănește și cu hoituri când acestea sunt disponibile. Un râs adult are nevoie de 1.1–2 kg de carne pe zi și îi poate lua câteva zile să consume în totalitate unele dintre prăzile sale mai mari.
În silvostepele mediteraneene și ecosistemele subalpine din Anatolia, prada principală și favorită a râsului eurasiatic este iepurele de câmp, ce alcătuiește 79 % până la 99 % din biomasa consumată de râs. Cu toate că în aceste ecosisteme râsul este simpatric cu copitate sălbatice precum capre sălbatice, capre negre, cerbi roșii și mistreți, biomasa de copitate din dieta râsului nu depășește 10 % din biomasa totală a dietei. În alte zece locuri studiate din regiunea Mării Negre din Anatolia nordică unde căprioara se poate găsi în densități mari, existența râsului eurasiatic este corelată pozitiv cu existența iepurelui de câmp, nu cu cea a căprioarei. În Anatolia, râsul are și necesități fiziologice și ajustări morfologice similare cu cele ale altor vânători specializați pe lagomorfe, cu necesitatea de a consuma zilnic 900 g de carne. Este prin urmare clasificat ca vânător specializat pe lagomorfe. Studii asupra dietei din Asia Centrală și Iacutia indică de asemenea o dietă alcătuită în principal din lagomorfe și faptul că prăzile copitate contribuie în cantități mici la dieta râsului. Fecale de râși eurasiatici găsite în Districtul Dolpa din Munții Himalaya nepalezi conțineau rămășițe de iepure de Himalaia, iepure fluierător (Ochotona sp.), șoareci de altitudine⁠(en)[traduceți] (Alticola sp.), marmotă himalayană⁠(en)[traduceți] (Marmota himalayana) și capră domestică (Capra hircus).

### Reproducere

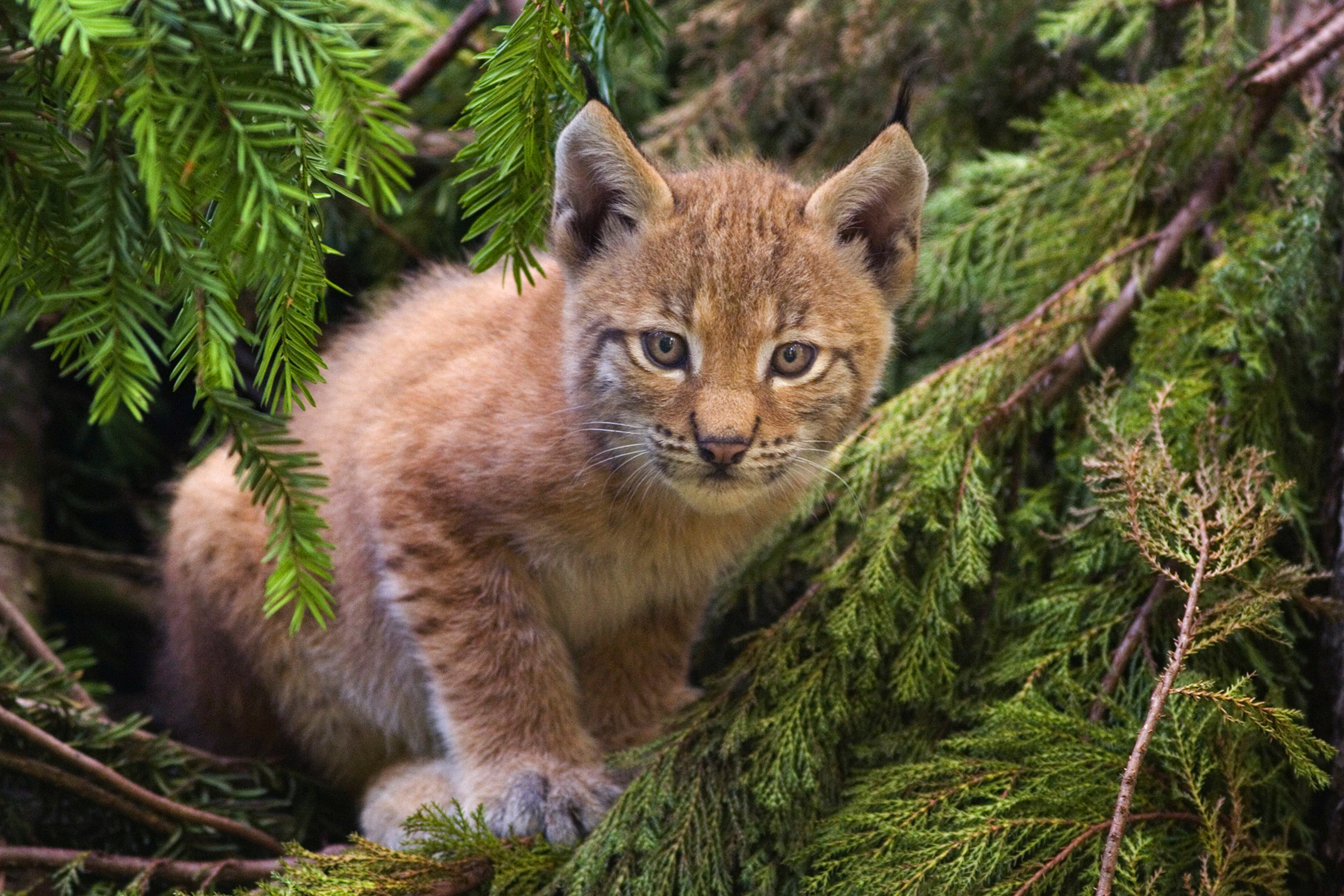
Pui de râs eurasiatic

Sezonul de împerechere al râsului eurasiatic durează din ianuarie până în aprilie. De obicei, femela intră în estru numai o singură dată în această perioadă, estrul durând patru până la șapte zile. În cazul în care primul rând de pui piere, o a doua perioadă de estru este comună. Nu pare a fi capabilă să își controleze comportamentul reproducător în funcție de disponibilitatea prăzilor. Gestația durează 67–74 de zile. Femelele gestante construiesc vizuini în locații retrase, adesea protejându-le agățând deasupra crengi sau rădăcini de copaci. Vizuina este căptușită cu pene, păr de cervide și iarbă uscată pe care le oferă juvenililor drept așternut. La naștere, un pui de râs eurasiatic cântărește 240–430 g și își deschide ochii la vârsta de zece până la douăsprezece zile. Inițial are blana simplă, cenușie-brună, căpătând coloritul de adult complet pe la vârsta de unsprezece săptămâni. Puii încep să consume hrană solidă pe la șase până la șapte săptămâni, când încep să părăsească vizuina, dar nu sunt complet înțărcați⁠(en)[traduceți] timp de cinci, maxim șase luni. Vizuina este abandonată la două până la trei luni după de sunt născuți puii, dar juvenili rămân de obicei cu mama lor până pe la vârsta de zece luni. Râsul eurasiatic atinge maturitatea sexuală la vârsta de doi până la trei ani. În captivitate, s-a întâmplat ca râsul eurasiatic să trăiască până la 21 de ani.
Femelele au de obicei doi pui; rândurile de pui ce constă în mai mult de trei pui sunt rare.

### Dinamica prădătorilor
Prădătorii primari ai râsului eurasiatic sunt lupul cenușiu și glutonul. În pădurile rusești, lupii cenușii ucid și mănâncă râși ce nu reușesc să scape în copaci, după cum este dovedit prin examinarea traiectoriilor urmelor labelor de lup și de râs din rezervația Tsentralno-Lesnoi⁠(en)[traduceți] și prin examinarea părului și oaselor de râs găsite în conținutul găsit în stomac de lup din Pădurea Białowieża. Râsul se salvează de dușmanii săi cățărându-se iute într-un copac sau în josul marginii unei stânci sau râpe; de obicei viețuiește lângă un loc „fortificat” și își mănâncă hrana într-un copac înalt sau pe o margine inaccesibilă. Populațiile de râși scad atunci când apar lupii într-o anumită zonă, așa cum a fost observat în regiunea Pritelsk din Munții Altai, și este mai probabil ca râsul să vâneze prăzi mai mici atunci când lupii sunt activi. În estul Slovaciei, după o creștere a numărului de lupi după al Doilea Război Mondial, râșii au fost observați mutându-se altundeva.
Cu toate acestea, a fost raportat de asemenea un caz din Belarus în care un râs adult a alungat printr-o luptă un lup adult mascul ce era aparent sănătos. După incident, lupul a dispărut și nu a mai fost văzut, fapt ce sugerează că s-ar putea ca acesta să fi cedat în urma rănilor suferite în timpul luptei. Mai mult, modificările recente ale numărului de indivizi al populației și rata crescută a mortalității puilor de lupi din Pădurea Naliboki⁠(en)[traduceți] ar putea fi corelată de o populație de râși a cărei număr de indivizi crește. Toate aceste fapte sugerează că râșii pot domina lupii, cel puțin la nivel local, din moment ce acolo nu a fost identificat niciun semn care să indice vânarea râșilor de către lupi. În rezervația Pechoro-Ilychsky zapovednik⁠(en)[traduceți] din Rusia a fost consemnată vânarea și consumarea unui gluton de către râși, iar în Munții Altai râsul evită glutonii în mod activ.
Lupii cenușii, glutonii, vulpile roșii și bufnițele din genul Bubo concurează cu toții pentru pradă cu râșii eurasiatici, mai ales în regiunile de taigă ale Rusiei. În anii în care populațiile de iepuri propriu-ziși constă în puțini indivizi, concurența devine deosebit de aprigă; râsul este în dezavantaj deoarece concurenții săi sunt capabili să prindă prăzi animale mai mari, adiționale, și de asemenea mai eficient. Această concurență poate fi severă mai ales în părțile nordice ale arealului râsului, când indivizii din populațiile de râși sunt depășiți numeric cu mult de vulpi roșii și chiar de glutoni. Prezența altor carnivore mari este unul dintre factorii ce le limitează populația.
În două ecosisteme din Anatolia, canibalismul era comun și s-a descoperit că alți râși alcătuiau 5 % până la 8 % din biomasa prăzii ce face parte din dietele lor. Ghearele și oasele analizate au dezvăluit că râși subadulți au fost victime ale canibalismului în timpul sezoanelor de împerechere și ale primăverilor. În Anatolia, râșii nu au fost identificați în dieta lupilor, cu care râșii sunt simpatrici acolo. Dimpotrivă, râșii înșiși au fost identificați drept vânători de vulpi roși, jderi de copac și pisici și câini domestici și sălbăticiți, iar rămășițe de șacali aurii au fost de asemenea găsite în mostre de fecale de râs, posibil o consecință a consumului de stârvuri. Uneori, și tigri siberieni au vânat și mâncat râși, după cum s-a dovedit prin examinarea de conținut găsit în stomac de tigru.
În Suedia, din 33 decese dintr-o populație de râși ce a fost monitorizată, una a fost probabil cauzată de un gluton. Râsul concurează pentru hrană cu prădătorii de dinainte, dar și cu acvile de munte și mistreți (care se hrănesc cu hoiturile râșilor uciși de alte animale), iar în partea sudică a arealului său și cu leoparzi ai zăpezilor și leoparzi. Urșii bruni, deși nu sunt (din câte se știe) prădători ai râsului eurasiatic, sunt în unele zone uzurpatori semi-obișnuiți ai copitatelor ucise de râși, nu infrecvent înainte ca felida însăși să fi avut șansa să mănânce prada.

## Conservare

Un râs eurasiatic pe stema regiunii Kanta-Häme din Finlanda

Râsul eurasiatic este inclus în Anexa II a CITES și este listat ca specie protejată în Anexa III a Convenției de la Berna⁠(en)[traduceți]. Vânarea râsului este ilegală în multe țări cuprinse în arealul său, printre excepții numărându-se Estonia, Letonia, Rusia, Armenia și Irakul. Începând din anul 2005, guvernul norvegian stabilește obiective naționale pentru populație, în timp ce un comitet de reprezentanți ai adunărilor județene decide asupra cotelor de vânătoare. Uniunea Internațională pentru Conservarea Naturii a clasificat râsul eurasiatic drept specie neamenințată cu dispariția.